# Puig del Cap de l'Home
El Puig del Cap de l'Home és una muntanya de 1.992,1 m d'altitud situada al Massís del Carlit, en el terme comunal d'Angostrina i Vilanova de les Escaldes, de la comarca de l'Alta Cerdanya, a la Catalunya del Nord.
Està situat a la zona meridional del terme comunal d'Angostrina i Vilanova de les Escaldes, molt a prop del límit amb el de Portè. És just al nord del Pont dels Empedrats, a llevant del lloc on el terme comunal s'estrany al començament de la zona sud del terme.
És destí d'algunes de les rutes d'excursionisme de la zona sud del Massís del Carlit.